# Список массовых расстрелов в России
Список массовых расстрелов в России — это список массовых расстрелов с применением огнестрельного оружия в России (с 1991 года), в ходе которых погибло и/или пострадало 4 и более человек.

## 1990-е
| Дата             | Населённый пункт | Субъект               | Погибло | Пострадало | Итого | Описание |
| ---------------- | ---------------- | --------------------- | ------- | ---------- | ----- | --- |
| 26 апреля 1992   | Казань           | Татарстан             | 9       | 1          | 10    | 22-летний Андрей Шпагонов совершил нападение на Управление специальной связи по Республике Татарстан с целью похитить 67 единиц оружия (пистолетов Макарова) и 753 единицы боеприпасов, убив при этом 9 человек и ранив одного. Судом приговорён к смертной казни и расстрелян в 1995.                                                                |
| 26 октября 1992  | Екатеринбург     | Свердловская область  | 4       | 0          | 4     | Бандиты убили четверых во время покушения на предпринимателя Олега Вагина. |
| 25 ноября 1993   | Рязань           | Рязанская область     | 8       | 9          | 17    | Пятеро неизвестных открыли огонь в ходе бандитской разборки в клубе завода «Рязсельмаш». |
| 4 марта 1994     | Москва           | Москва                | 7       | 1          | 8     | Семеро были убиты и ещё один был ранен в результате стрельбы в офисе в центре Москвы. |
| 30 июля 1995     | Остров Попова    | Приморский край       | 5       | 6          | 11    | Вячеслав Бугаков, находясь в карауле, застрелил из автомата пятерых военнослужащих и ранил еще шесть человек. |
| 5 августа 1995   | Москва           | Москва                | 4       | 0          | 4     | Киллер Ореховской ОПГ Александр Пустовалов расстрелял четверых человек. |
| 14 ноября 1995   |                  | Забайкальский край    | 2       | 3          | 5     | На заставе Чиндант Даурского Забайкальского пограничного округа рядовой Валерий Сахаров убил двоих и ранил троих пограничников. |
| 20 ноября 1995   | Саратов          | Саратовская область   | 12      | 1          | 13    | Двое неизвестных убили 12 и ранили ещё одного в здании ТОО «Гроза». Среди жертв — лидер преступной организации Саратова Чикунова и 11 его подручных |
| 26 февраля 1996  | Кузовлево        | Томская область       | 4       | 0          | 4     | Юрий Довган и Александр Кочетков убили двоих офицеров, прежде чем были убиты ответным огнём солдата. |
| 19 ноября 1996   | Казань           | Татарстан             | 6       | 0          | 6     | 65-летний Карен Жамогорцян застрелил четырех подчиненных и свою 63-летнюю жену Ларису, после чего покончил жизнь самоубийством. |
| 9 марта 1997     | Камышин          | Волгоградская область | 6       | 2          | 8     | Курсант убил шестерых и ранил ещё двоих в Камышинском высшем военном командно-инженерном строительном училище. Приговорён к 25 годам строгого режима. |
| 31 июля 1997     | Москва           | Москва                | 4       | 1          | 5     | В перестрелке были убиты трое милиционеров и бандит. |
| 23 ноября 1997   | Забайкальск      | Забайкальский край    | 7       | 1          | 8     | Олег Наумов убил в военной части семерых солдат и ранил одного. Приговорён к пожизненному заключению. |
| 10 сентября 1998 | Североморск      | Мурманская область    | 9       | 0          | 9     | Александр Кузьминых, в состоянии психического срыва, вооруженный автоматом АКС-74У, расстрелял 8 сослуживцев и заперся в торпедном отсеке, угрожая взорвать боезапас. При этом он подал в соседний отсек газ из системы ЛОХ. В конечном итоге, в ходе переговоров, ввиду невозможности добровольной сдачи, матрос был ликвидирован специалистами ФСБ. |
| 8 октября 1999   | Мекенская        | Чечня                 | 37      | 20+        | 57+   | Боевик Ахмед Ибрагимов вооруженный Автоматом Калашникова целенаправленно совершил массовое убийство русских жителей станицы. |

## 2000-е
| Дата             | Населённый пункт | Субъект               | Погибло | Пострадало | Итого | Описание |
| ---------------- | ---------------- | --------------------- | ------- | ---------- | ----- | --- |
| 7 апреля 2000    | Зензеватка       | Волгоградская область | 8       | 0          | 8     | 19-летний рядовой Олег Долженко убил из автомата семерых солдат и одного офицера. Мотивом послужила месть за долгие издевательства. Долженко был признан неподсудным и направлен на принудительное лечение.                                                                                   |
| 30 сентября 2000 | Соликамск        | Пермский край         | 2       | 6          | 8     | Сержант внутренних войск Алексей Скоробогатых расстрелял караул сослуживцев из автомата Калашникова, в результате погибли двое, и были ранены ещё 6 человек. Мотивом послужил нервный срыв из-за расставания с девушкой. Через два дня скрывшийся с места преступления убийца был задержан. . |
| 3-5 февраля 2002 | Буинск           | Татарстан             | 11      | 2          | 13    | Два дезертира сбежали из части, начали перестрелку и покончили с собой. |
| 25 августа 2002  | Ярославский      | Приморский край       | 6       | 10         | 16    | Милиционер в состоянии алкогольного опьянения Сергей Семидовский открыл огонь в баре, а затем покончил с собой. |
| 2 сентября 2004  | Липовцы          | Приморский край       | 3       | 1          | 4     | 20-летний дезертир Валерий Надыршин убил трёх полицейских. Был задержан спустя девять дней в бегах. |
| 23 апреля 2007   | Балашиха         | Московская область    | 4       | 0          | 4     | 31-летний Александр Лёвин расстрелял случайных людей в подъезде жилого дома. |
| 27 апреля 2009   | Москва           | Москва                | 2       | 7          | 9     | Майор милиции Денис Евсюков в состоянии алкогольного опьянения открыл огонь по людям в супермаркете. |
| 29 августа 2009  | Липовицы         | Ярославская область   | 4       | 1          | 5     | 70-летний житель села Липовицы Некрасовского района взял ружьё и застрелил своих сожителей, после этого свёл счёты с жизнью. |

## 2010-е
| Дата             | Населённый пункт | Субъект               | Погибло | Пострадало | Итого | Описание |
| ---------------- | ---------------- | --------------------- | ------- | ---------- | ----- | --- |
| 21 января 2011   | Ставрополь       | Ставропольский край   | 8       | 0          | 8     | Основная статья: Массовое убийство в Ставрополе (2011) |
| 23 апреля 2012   | Армавир          | Краснодарский край    | 1       | 4          | 5     | В результате стрельбы в кафе один человек погиб, ещё трое были ранены. |
| 28 августа 2012  | Белиджи          | Дагестан              | 8       | 6          | 14    | Рамзан Алиев убил семерых солдат и ранил ещё шесть человек, прежде чем был убит ответным огнём. |
| 7 ноября 2012    | Москва           | Москва                | 6       | 1          | 7     | Дмитрий Виноградов убил шесть человек, ранил одного на своём рабочем месте в центральном офисе аптечной сети «Ригла». |
| 22 апреля 2013   | Белгород         | Белгородская область  | 6       | 0          | 6     | Сергей Помазун убил шесть человек в оружейном магазине и на улице. |
| 9 февраля 2014   | Южно-Сахалинск   | Сахалинская область   | 2       | 6          | 8     | Степан Комаров ворвался в Воскресенский собор и расстрелял людей, находившихся в храме. |
| 27 января 2015   | Благовещенск     | Амурская область      | 4       | 0          | 4     | Сотрудник Центробанка расстрелял троих коллег и покончил с собой. |
| 26 сентября 2015 | Симферополь      | Республика Крым       | 3       | 2          | 5     | Бекир Эмир-Усеинович Небиев убил двоих и ранил столько же на городской подстанции скорой помощи, после чего покончил жизнь самоубийством. |
| 19 октября 2015  | Красногорск      | Московская область    | 5       | 0          | 5     | Амиран Георгадзе убил четверых человек в Красногорске и окрестностях (включая здание администрации Красногорского муниципального района) и покончил с собой на следующий день. |
| 14 декабря 2015  | Москва           | Москва                | 2       | 8          | 10    | Перестрелка в кафе на Рочдельской улице. |
| 31 января 2016   | Шлиссельбург     | Ленинградская область | 2       | 3          | 5     | Две группы людей вступили в перестрелку в гаражах. |
| 8 мая 2016       | Челохово         | Московская область    | 5       | 0          | 5     | 27-летний житель Егорьевска Илья Асеев после совместного распития алкогольных напитков и на почве возникшего конфликта застрелил из самозарядного карабина пятерых байкеров. |
| 3 сентября 2016  | Екатеринбург     | Свердловская область  | 2       | 7          | 9     | Олег Шишов открыл стрельбу в цыганском посёлке. |
| 14 декабря 2016  | Ольша            | Смоленская область    | 5       | 3          | 8     | 50-летний житель села Георгий Юдаев застрелил свою мать, поджёг свой дом и дом своего соседа, после чего открыл стрельбу из автомата Калашникова и пистолета ТТ по жителям посёлка и прибывшим пожарным, после чего начал отступать в сторону горящего дома и там ему на голову упала горящая балка. Преступник скончался в реанимации. |
| 27 декабря 2016  | Москва           | Москва                | 1       | 5          | 6     | Мужчина ранил пятерых и покончил жизнь самоубийством во время попытки задержания. |
| 21 апреля 2017   | Хабаровск        | Хабаровский край      | 4       | 1          | 5     | Антон Конев открыл огонь из карабина в приёмной УФСБ, убив сотрудника и переводчика и был убит ответным огнём. Стрельбе предшествовало убийство инструктора по стрельбе. |
| 4 июня 2017      | Редкино          | Тверская область      | 9       | 0          | 9     | Мужчина убил девять человек в ходе бытового конфликта. |
| 10-11 июня 2017  | Кратово          | Московская область    | 6       | 6          | 12    | 50-летний житель посёлка открыл из окон своего дома огонь по соседям и прохожим, а затем по прибывшим сотрудникам правоохранительных органов. После противостояния с силовиками, которое длилось несколько часов, Зенков покинул дом и скрылся, однако вскоре был найден мёртвым.                                                       |
| 18 февраля 2018  | Кизляр           | Дагестан              | 6       | 5          | 11    | Халил Халилов убил пять человек в православном храме и был убит сотрудниками Росгвардии. |
| 27 февраля 2018  | Казань           | Татарстан             | 2       | 2          | 4     | Мужчина вступил в перестрелку, убив сотрудника ОМОН после чего был убит ответным огнём. |
| 10 мая 2018      | Барабинск        | Новосибирская область | 1       | 3          | 4     | 16-летний студент открыл огонь по одногруппникам, после чего вышел из кабинета и покончил жизнь самоубийством. |
| 24 мая 2018      | Булгунняхтах     | Якутия                | 6       | 0          | 6     | Александр Новиков убил пятерых соседей и покончил жизнь самоубийством. |
| 17 октября 2018  | Керчь            | Республика Крым       | 21      | 67         | 88    | 18-летний Владислав Росляков взорвал СВУ и расстрелял студентов и работников колледжа, после чего покончил с собой. |
| 13 января 2019   | Учалы            | Башкортостан          | 4       | 1          | 5     | 35-летний Артём Ибрагимов убил свою жену, двоих соседей, ранил одного человека и покончил с собой. |
| 25 октября 2019  | Горный           | Забайкальский край    | 8       | 9          | 17    | Рамиль Шамсутдинов расстрелял сослуживцев. |
| 14 ноября 2019   | Благовещенск     | Амурская область      | 2       | 3          | 5     | Студент убил одногруппника, ранил ещё троих студентов и покончил жизнь самоубийством в окружении полиции. |
| 19 декабря 2019  | Москва           | Москва                | 3       | 5          | 8     | Мужчина открыл стрельбу по сотрудникам правоохранительных органов возле здания ФСБ на Лубянке и был убит в перестрелке. |

## 2020-е
| Дата              | Населённый пункт              | Субъект                 | Погибло | Пострадало | Итого | Описание |
| ----------------- | ----------------------------- | ----------------------- | ------- | ---------- | ----- | --- |
| 15 февраля 2020   | Калининград                   | Калининградская область | 4       | 1          | 5     | Фазиль Бахрамов застрелил мужчину и его беременную супругу, ранил их ребёнка и покончил с собой. |
| 4 апреля 2020     | Елатьма                       | Рязанская область       | 5       | 0          | 5     | Антон Франчиков застрелил пятерых человек |
| 18 июня 2020      | Москва                        | Москва                  | 4       | 0          | 4     | Севастьян Путинцев застрелил троих человек, после чего покончил с собой. |
| 12 октября 2020   | Большеорловское               | Нижегородская область   | 5       | 2          | 7     | 18-летний Даниил Монахов застрелил свою бабушку и соседа, после чего открыл огонь по людям во дворах и на автобусной остановке и покончил с собой.                                                                             |
| 7 ноября 2020     | Екатеринбург                  | Свердловская область    | 4       | 1          | 5     | Дмитрий Захаров убил троих, ранил одного и покончил с собой во время вечеринки у себя дома. |
| 11 мая 2021       | Казань                        | Татарстан               | 9       | 32         | 41    | 19-летний Ильназ Галявиев взорвал бомбу и открыл стрельбу в своей бывшей гимназии, после чего сдался. |
| 27 июня 2021      | Бисер                         | Пермский край           | 3       | 1          | 4     | Сергей Шинкевич открыл стрельбу на берегу у реки, убив троих и ранив одного. |
| 20 сентября 2021  | Пермь                         | Пермский край           | 6       | 24         | 30    | Студент убил шестерых человек в университете и ранил 23, прежде чем был тяжело ранен полицейским и задержан. |
| 7 декабря 2021    | Москва                        | Москва                  | 2       | 4          | 6     | 45-летний Сергей Глазов открыл огонь по людям во многофункциональном центре. |
| 26 апреля 2022    | Вешкайма                      | Ульяновская область     | 5       | 1          | 6     | 26-летний Руслан Ахтямов открыл стрельбу в детском саду и покончил жизнь самоубийством. |
| 26 сентября 2022  | Ижевск                        | Удмуртия                | 19      | 23         | 42    | 34-летний больной шизофренией, Артём Казанцев, открыл стрельбу в своей бывшей школе и покончил с собой. Преступник был одет в балаклаву и футболку с нацистской символикой.                                                    |
| 15 октября 2022   | Солоти                        | Белгородская область    | 12-22   | 15-16      | 27-38 | Двое выходцев из Таджикистана открыли огонь на военном полигоне и были убиты ответным огнём. |
| 24 ноября 2022    | Крымск                        | Краснодарский край      | 4       | 1          | 5     | Владимир Жиров убил троих человек возле ТЦ, ранил одного и покончил жизнь самоубийством. |
| 24 сентября 2023  | Любинский                     | Омская область          | 4       | 0          | 4     | Дмитрий Мигунов убил своего шурина и своих двоих детей, после чего свёл счеты с жизнью. |
| 14 октября 2023   | Мирный                        | Якутия                  | 4       | 0          | 4     | Виктор Чёрных убил четверых человек. |
| 5 ноября 2023     | Москва                        | Москва                  | 0       | 4          | 4     | 37-летний мужчина в ходе ссоры открыл стрельбу из травматического пистолета в ресторане, ранив четверых человек. |
| 7 декабря 2023    | Брянск                        | Брянская область        | 2       | 5          | 7     | Восьмиклассница открыла огонь из дробовика, убила свою одноклассницу, ранила четверых и покончила с собой. |
| 22 марта 2024     | Красногорск                   | Московская область      | 145     | 551        | 696   | Террористы открыли беспорядочный огонь по посетителям «Крокус Сити Холл» и подожгли концертный зал. |
| 27 марта 2024     | Ставрополь                    | Ставропольский край     | 3       | 1          | 4     | Мужчина убил двух дочерей, ранил свою жену и покончил с собой. |
| 21/29 апреля 2024 | Карачаевск                    | Карачаево-Черкесия      | 9       | 3          | 12    | Пятеро человек открыли огонь по посту ДПС 21 апреля, убив двух и ранив одного. 29 апреля те же люди открыли огонь по блокпосту ГИБДД и взорвали СВУ, убив двух полицейских, ранив ещё двух, а затем были убиты ответным огнём. |
| 23 июня 2024      | Махачкала, Дербент, Сергокала | Дагестан                | 27      | 45         | 72    | В Дербенте и Махачкале неизвестные обстреляли синагоги и церкви, также напав на пост ДПС. В селе Сергокала неизвестные обстреляли машину с полицейскими в центре села.                                                         |
| 18 сентября 2024  | Москва                        | Москва                  | 2       | 7          | 9     | Основная статья: Стрельба у офиса Wildberries в Москве |

### Комментарии
1. 1 2 3 4 5 6 7 8 9 10 11 12 13 14 15 16 17 18 19 20 21 22 23 24 25 26 27 28 29 30 31 32 33 34  Включая нападавшего
2. 1 2  Включая 2 нападавших
3. 1 2  Включая пятерых боевиков